# 钱韵玲
钱韵玲（1914年—1994年），女，湖北咸宁人，中国音乐教育家，曾任中国音乐家协会常务理事。

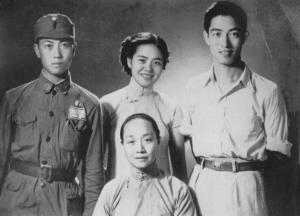
前排王德訓（母親），後排左起錢遠鏡(弟弟)、錢韻玲、錢遠鐸（哥哥）

## 家庭
父亲钱亦石，母亲王德训。丈夫冼星海。